# NGC 674
NGC 674 è una vasta galassia a spirale intermedia situata nella costellazione dell'Ariete, a una distanza di circa 135 milioni di anni luce dalla nostra Via Lattea.

## Scoperta
La galassia è stata scoperta il 15 settembre 1784 dall'astronomo britannico di origine tedesca William Herschel e inserita nel New General Catalogue con la designazione NGC 697. La galassia è stata in seguito osservata dall'astronomo prussiano Heinrich d'Arrest e successivamente inserita nel medesimo catalogo, questa volta con il codice NGC 674.

## Descrizione
NGC 674 ha una classe di luminosità III e presenta una larga riga a 21 cm dell'idrogeno neutro.

## Gruppo di NGC 691

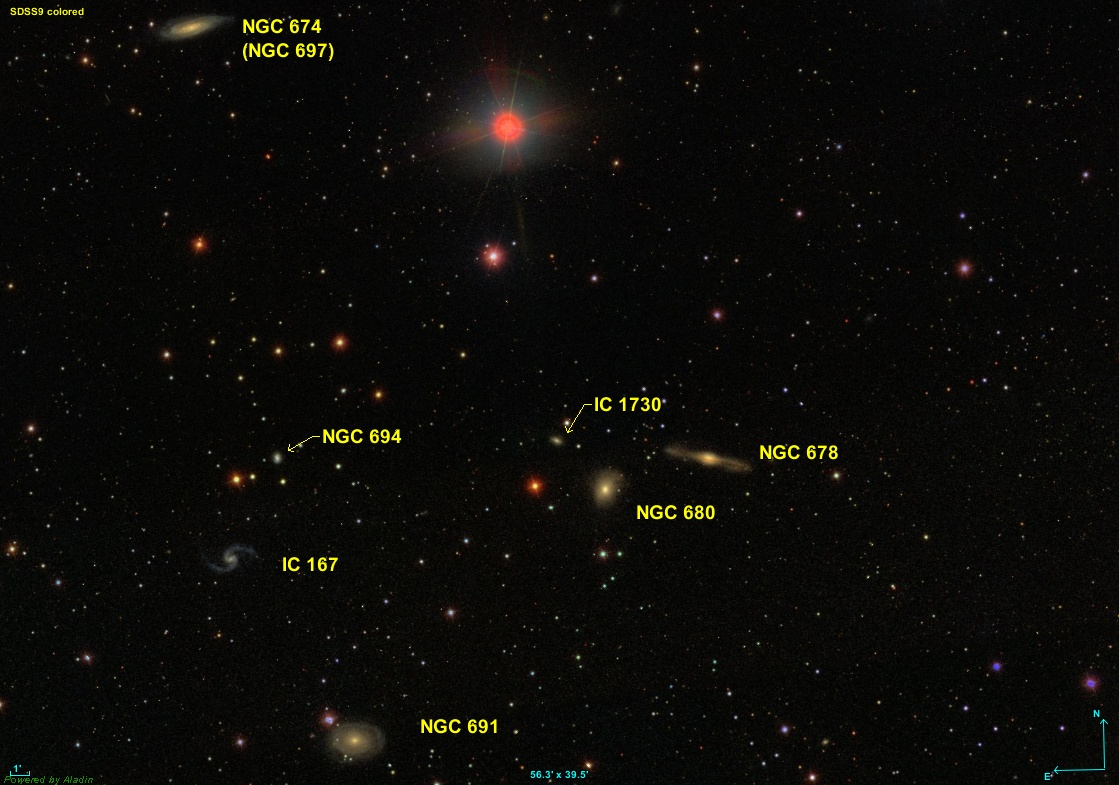
Il Gruppo di NGC 691 nelle immagini SDSS.

NGC 674 (o NGC 697) fa parte del Gruppo di NGC 691, un raggruppamento che comprende almeno 10 galassie. Sette di queste galassie sono state incluse nel gruppo da Mahtessian nel 1998: IC 163, NGC 678, NGC 680, NGC 691, NGC 694, IC 167 e NGC 697 (=NGC 674). A queste sette vanno aggiunte le 3 piccole galassie elencate da Garcia nel 1993: UGC 1287, UGC 1294 e UGC 1490. La galassia IC 1730 potrebbe far parte del gruppo, in quanto si trova nella stessa regione di cielo e a una distanza compatibile.
La galassia più luminosa del gruppo è NGC 691, mentre la più vasta è NGC 678.